# Vigna racemosa
Vigna racemosa là một loài thực vật có hoa trong họ Đậu. Loài này được (G.Don) Hutch. & Dalziel miêu tả khoa học đầu tiên.